# Gornja Puharska
Gornja Puharska (cyr. Горња Пухарска) – wieś w Bośni i Hercegowinie, w Republice Serbskiej, w mieście Prijedor. W 2013 roku liczyła 346 mieszkańców.